# Robert Stadelmann
Robert Stadelmann (né le 23 janvier 1972 à Marbourg) est un ancien spécialiste autrichien du combiné nordique.

## Palmarès

### Jeux olympiques
| Épreuve / Édition | Lillehammer 1994 |
| Individuel        | 41e              |

### Championnats du monde
| Épreuve / Édition | Thunder Bay 1995 | Trondheim 1997 | Ramsau 1999 |
| Individuel        |                  |                | 52e         |
| Par Equipes       | 5e               | Bronze         |             |

### Coupe du monde
- Meilleur classement final: 18e en 1995.
- Meilleur résultat: 8e.